# Kanton Caudebec-lès-Elbeuf
Kanton Caudebec-lès-Elbeuf (fr. Canton de Caudebec-lès-Elbeuf) je francouzský kanton v departementu Seine-Maritime v regionu Horní Normandie. Skládá se ze šesti obcí.

## Obce kantonu
- Caudebec-lès-Elbeuf
- Cléon
- Freneuse
- Saint-Pierre-lès-Elbeuf
- Sotteville-sous-le-Val
- Tourville-la-Rivière